# Mussona

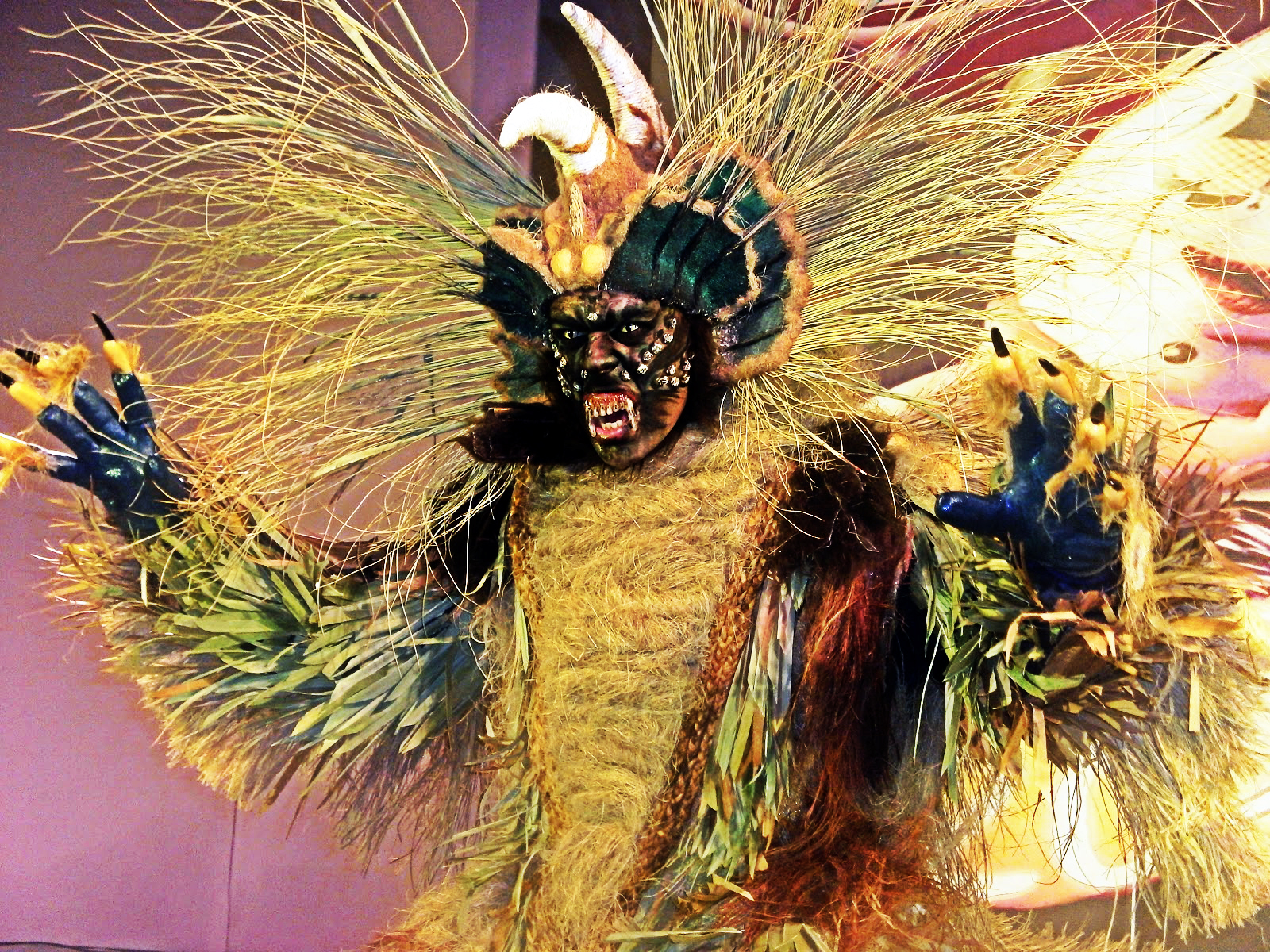
En la imagen, la mussona 2012

La Mussona es uno de los personajes que representan el Carnaval de Águilas, y una de las máscaras más antiguas de dichas fiestas. Es una figura, mitad humana mitad animal, que representa la dualidad entre el hombre civilizado y el lado salvaje que todo ser humano lleva en su interior.

## Historia
Hay testimonios, tanto escritos como gráficos, que atestiguan que personas del pueblo, durante los Carnavales de principios del siglo XX, y debido a las carencias económicas de la época (no había posibilidad de elaborar o comprar grandes disfraces), se ataviaban con estopas (los restos de las fábricas de esparto que existían en Águilas por aquellos años) que se rodeaban por todo el cuerpo, y se pintaban la cara con tiznes negros para que no se les conociese; durante las fiestas recorrían las calles metiéndose con la gente, bromeando, asustando a los niños y, en definitiva, haciendo el mamarracho (término que ha sido recogido en el léxico propio del Carnaval de Águilas como persona que se disfraza con cualquier vestimenta durante las noches de carnaval, y que recorre las calles divirtiéndose y bromeando con la gente). Para atraer a los niños, y así poder «atacarlos», la Mussona llevaba un alambre a modo de rabo en el que se colocaba churros. La figura de la Mussona desapareció y quedó en el olvido. Pero en 1999, Lorenzo Antonio Hernández Pallarés, historiador aguileño, rescató a la Mussona de entre documentos históricos que demostraban su existencia, y trabajando conjuntamente con la federación de peñas del carnaval de la localidad, se instauró, el jueves previo al domingo de carnaval, un acto que se empezó a denominar Suelta de la Mussona.

## Suelta de la Mussona
Durante la Suelta de la Mussona, la persona encargada de representar a dicho personaje, baja desde el Castillo de San Juan de las Águilas hasta la Plaza de España, ataviado como un ser mitad hombre, mitad bestia. Durante el trayecto, el séquito que la acompaña (con vestimentas acordes con la Mussona y tocando caracolas) y el público asistente, corean un cántico para reclamar la atención de la bestia y hacerle enfadar (Mussooooona na!! Mussooooona na!!). La pseudo-bestia, alterada por los cánticos, intenta asustar a los que le rodean gruñiendo, trepando, atacando a adultos y niños que la acompañan, e incluso colándose en casas y establecimientos. Cuando la Mussona llega a la Plaza de España, frente al ayuntamiento, las Mussonas de años anteriores, acompañadas de otros antiguos personajes del carnaval, llevan a cabo una invocación hacia la Mussona, culminando la Suelta de esta, y dando el pistoletazo de salida al Carnaval de Águilas.

## El Domador
En la Suelta de la Mussona existe otro personaje, que acompaña a la Mussona durante su recorrido, que es el denominado Músico-Domador. La función de este es precisamente lo que su nombre indica: domar a la Mussona durante su suelta; para ello emplea un pandero, cuyo sonido es, según la tradición, lo único que amansa a la fiera. El domador es el encargado de guiar a la Mussona hasta su llegada, y el único capaz de calmarla. La persona que representa al domador es la que el año anterior representó el papel de Mussona.

## El oficiante
Otra figura destacada en la Suelta de la Mussona es el denominado Oficiante. Su función la lleva a cabo en los momentos previos a que la Mussona quede en libertad. Desempeña un papel de sacerdote, encargado de leer el conjuro que hace libre a la Mussona en el Castillo de San Juan de las Águilas. La persona que desempeña este papel es el que el año previo llevó a cabo el papel de domador (por tanto, dos años atrás fue la Mussona).

## Evolución del personaje
A diferencia de los otros tres personajes del Carnaval de Águilas (Musa, don Carnal y doña Cuaresma), la Mussona puede ser interpretada por un hombre o por una mujer indistintamente. Antiguamente, no era una, sino varias las «Mussonas» que salían a la calle durante las noches de carnaval. Desde el rescate del personaje, solo una persona lo encarna, elegida por las peñas diurnas y nocturnas del Carnaval de Águilas. La primera Mussona «oficial», en 1999, se atavió con un traje que emulaba a las antiguas Mussonas: estopa rodeada en todo su cuerpo, y la cara pintada de negro. Posteriormente, las sucesivas Mussonas han ido sofisticando sus trajes y sus maquillajes, además de escoger cada año un animal o una bestia en torno a la cual se basa la representación del personaje. De este modo, hemos podido ver Mussonas con aspecto de cabra, reptil, águila, oso, tiburón, dragón, erizo, zorra o jabalí, entre otros.

## Repercusión de la Mussona
La aceptación de la Mussona por parte del público durante los últimos años ha sido verdaderamente impresionante. Cada año son más las personas que se disfrazan para la ocasión, y más los visitantes que acuden a Águilas ese día provenientes desde muchos puntos de la geografía española. Tanto ha calado la Mussona en los Carnavales de Águilas que, desde 2009, se ha instaurado el personaje de la Mussona infantil, que junto a la Musa, don Carnal y doña Cuaresma infantiles, representa el carnaval infantil de la localidad.